# Ivona Dadic
Ivona Dadic (née le 29 décembre 1993 à Wels) est une athlète autrichienne, spécialiste des épreuves combinées.

## Carrière

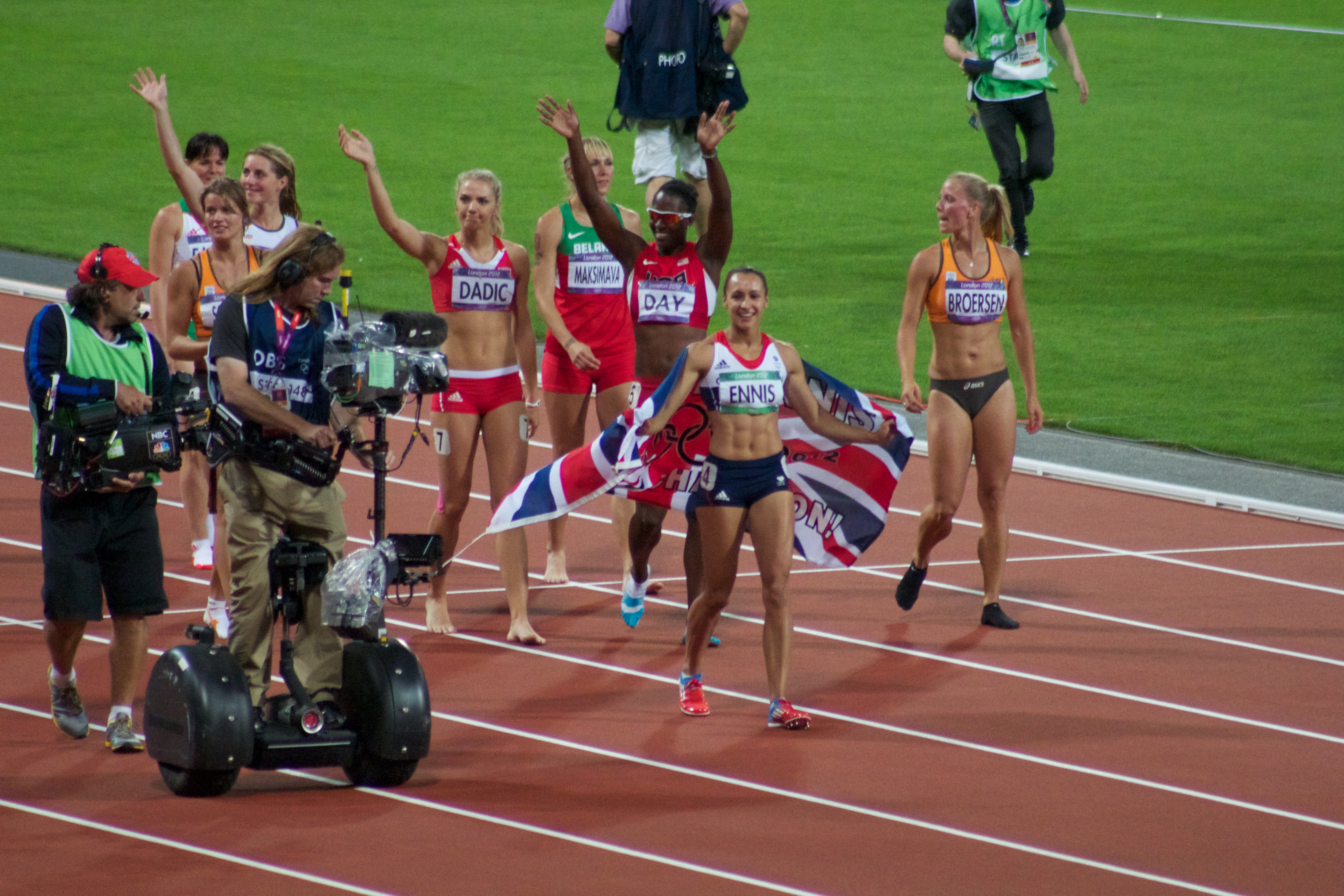
Ivona Dadic et ses concurrentes lors des Jeux olympiques de 2012

Ses parents sont originaires de Bosnie-Herzégovine. En 2010, elle prend part à la 1re édition des Jeux olympiques de la jeunesse, à Singapour, où elle se classe 7e du saut en longueur avec un saut à 5,91 m. 
En mai 2012, lors du meeting de Götzis, elle bat le record d'Autriche sénior de la discipline avec 5 985 points alors qu'elle n'est que junior. L'ancien record, 5 944 points, était détenu par Sigrid Kirchmann (médaillée de bronze au saut en hauteur lors des mondiaux de 1993) depuis 1985. Elle participe aux Jeux olympiques de Londres en 2012 où elle termine 25e avec 5 935 points. 
En 2015, l'Autrichienne se classe 3e des Championnats d'Europe espoirs de Tallinn avec 6 033 points, nouveau record d'Autriche. Elle est devancée sur le podium par la Hongroise Xénia Krizsán (6 303 pts) et la Russe Lyubov Tkach (6 055 pts). 
Le 9 juillet 2016, Dadic remporte sa 1re médaille internationale séniore en décrochant le bronze des Championnats d'Europe d'Amsterdam avec 6 408 points, nouveau record national, derrière la Néerlandaise Anouk Vetter (6 626) et la Française Antoinette Nana Djimou (6 458). 

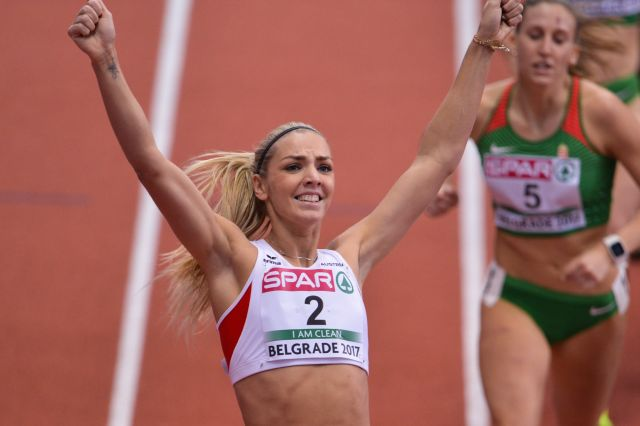
Ivona Dadic lors du 800 m de l'heptathlon des Championnats d'Europe en salle de Belgrade en 2017.

Le 5 février 2017, Ivona Dadic établit un nouveau record d'Autriche du pentathlon avec 4 520 points, améliorant de 34 unités la marque de Verena Preiner établie trois semaines plus tôt. Elle explose ce record un mois plus tard à l'occasion des Championnats d'Europe en salle de Belgrade où elle devient vice-championne d'Europe avec 4 767 points, notamment grâce à des records personnels dans 4 des 5 épreuves : le 60 m haies (8 s 45), le saut en hauteur (1,87 m), le lancer du poids (13,93 m) et le saut en longueur (6,41 m). 
Le 6 août 2017, elle termine 6e des championnats du monde de Londres avec un nouveau record d'Autriche à 6 417 points. 
Le 4 février 2018, elle devient championne d'Autriche avec 4 692 points, meilleure performance mondiale de l'année 2018. Elle améliore trois records personnels : le 60 m haies (8 s 39), le lancer du poids (14,25 m) et le 800 m (2 min 13 s 15). 
Le 2 mars 2018, Ivona Dadic entre dans l'histoire de l'athlétisme autrichien en décrochant la médaille d'argent des championnats du monde en salle de Birmingham. Auteure de deux records personnels, sur 60 m haies (8 s 32) et au lancer du poids (14,27 m), elle totalise 4 700 points et s'incline face à la Britannique Katarina Johnson-Thompson, qui la devance de 50 points. 
Lors des Championnats d'Europe d'athlétisme 2018, elle termine 4e de l'heptathlon avec 6 552 points, record personnel et nouveau record d'Autriche de la discipline,. 

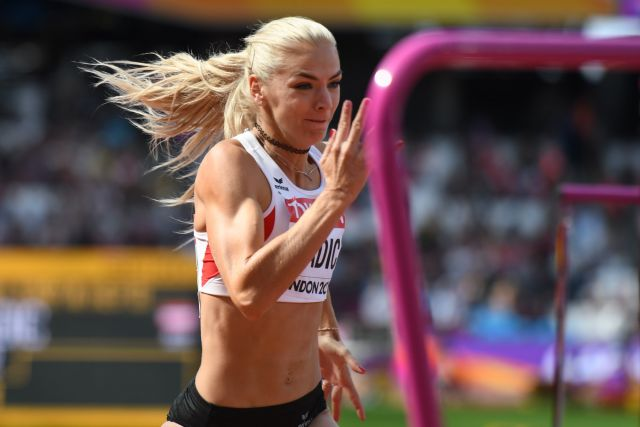
Ivona Dadic lors des Championnats du monde de Londres.

## Palmarès
| Date | Compétition                           | Lieu                                  | Résultat | Épreuve    | Points     |
| ---- | ------------------------------------- | ------------------------------------- | -------- | ---------- | ---------- |
| 2009 | Championnats du monde cadets          | Bressanone                            | 10e      | Heptathlon | 4 957 pts  |
| 2010 | Jeux olympiques de la jeunesse        | Singapour                             | 7e       | Longueur   | 5,91 m     |
| 2011 | Championnats d'Europe juniors         | Tallinn                               | 10e      | Heptathlon | 5 455 pts  |
| 2012 | Championnats du monde juniors         | Barcelone                             | —        | Heptathlon | DNF        |
| 2012 | Jeux olympiques                       | Londres                               | 23e      | Heptathlon | 5 935 pts  |
| 2013 | Championnats d'Europe espoirs         | Tampere                               | 5e       | Heptathlon | 5 874 pts  |
| 2015 | Championnats d'Europe espoirs         | Tallinn                               | 3e       | Heptathlon | 6 033 pts  |
| 2016 | Championnats d'Europe                 | Amsterdam                             | 3e       | Heptathlon | 6 408 pts  |
| 2016 | Jeux olympiques                       | Rio de Janeiro                        | 21e      | Heptathlon | 6 155 pts  |
| 2016 | Coupe du monde des épreuves combinées | Coupe du monde des épreuves combinées | 5e       | Heptathlon | 18 759 pts |
| 2017 | Championnats d'Europe en salle        | Belgrade                              | 2e       | Pentathlon | 4 767 pts  |
| 2017 | Championnats d'Europe par équipes     | Lille                                 | 3e       | Longueur   | 6,33 m     |
| 2017 | Championnats du monde                 | Londres                               | 6e       | Heptathlon | 6 417 pts  |
| 2018 | Championnats du monde en salle        | Birmingham                            | 2e       | Pentathlon | 4 700 pts  |
| 2018 | Mehrkampf-Meeting Ratingen            | Ratingen                              | 2e       | Heptathlon | 6 413 pts  |
| 2018 | Championnats d'Europe                 | Berlin                                | 4e       | Heptathlon | 6 552 pts  |
| 2019 | Championnats d'Europe en salle        | Glasgow                               | 4e       | Pentathlon | 4 702 pts  |
| 2019 | Mehrkampf-Meeting Ratingen            | Ratingen                              | 2e       | Heptathlon | 6 461 pts  |
| 2019 | Championnats du monde                 | Doha                                  | —        | Heptathlon | DNF        |
| 2021 | Championnats d'Europe en salle        | Toruń                                 | 4e       | Pentathlon | 4 587 pts  |
| 2021 | Jeux olympiques                       | Tokyo                                 | 8e       | Heptathlon | 6 403 pts  |
| 2022 | Championnats d'Europe                 | Munich                                | —        | Heptathlon | DNF        |

## Records

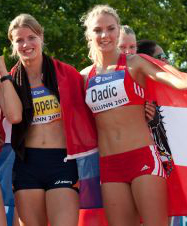
Ivona Dadic avec Dafne Schippers lors des Championnats d'Europe juniors de 2011.

| Épreuve           | Performance   | Lieu     | Date              |
| ----------------- | ------------- | -------- | ----------------- |
| 100 mètres haies  | 13 s 56       | Ratingen | 16 juin 2017      |
| Saut en hauteur   | 1,83 m        | Linz     | 9 juillet 2017    |
| Lancer du poids   | 14,86 m       | Ratingen | 16 juin 2018      |
| 200 mètres        | 23 s 61       | Berlin   | 10 août 2018      |
| Saut en longueur  | 6,49 m        | Ried     | 10 juin 2016      |
| Lancer du javelot | 52,48 m       | Talence  | 20 septembre 2015 |
| 800 mètres        | 2 min 10 s 67 | Götzis   | 27 mai 2012       |
| Heptathlon        | 6 552 pts     | Berlin   | 10 août 2018      |

| Épreuve          | Performance    | Lieu       | Date            |
| ---------------- | -------------- | ---------- | --------------- |
| 60 mètres haies  | 8 s 32         | Birmingham | 2 mars 2018     |
| Saut en hauteur  | 1,87 m         | Belgrade   | 3 mars 2017     |
| Lancer du poids  | 14,35 m        | Vienne     | 16 février 2019 |
| Saut en longueur | 6,42 m         | Glasgow    | 1er mars 2019   |
| 800 mètres       | 2 min 12 s 15  | Glasgow    | 1er mars 2019   |
| Pentathlon       | 4 767 pts (NR) | Belgrade   | 3 mars 2017     |